# باشگاه فوتبال صنایع آلومینیوم حکمتی تبریز
باشگاه فوتبال صنایع آلومینیوم حکمتی تبریز یک باشگاه فوتبال ایرانی است که مقر آن در شهر تبریز واقع شده‌است. این تیم هم‌اکنون در لیگ استانی آذربایجان شرقی هست.آلومینیوم
سابقهٔ حضور در لیگ دسته سوم فوتبال ایران را دارد.

## نتایج
| فصل     | لیگ        | جایگاه | جام حذفی | توضیحات |
| ------- | ---------- | ------ | -------- | ------- |
| ۱۳۸۸-۸۹ | لیگ استانی | ۱اُم    | -        | صعود    |
| ۱۳۸۹-۹۰ | دسته سه    |        | دور سوم  |         |
| ۱۳۹۰-۹۱ | دسته سه    |        | -        | سقوط    |
| ۱۳۹۱-۹۲ | لیگ استانی | ۳ام    | -        |         |
| ۱۳۹۲-۹۳ | لیگ استانی |        | -        |         |